# Lhiv, Cernihiv
Lhiv (în ucraineană Льгів) este un sat în comuna Levkovîci din raionul Cernihiv, regiunea Cernihiv, Ucraina.

## Demografie
Componența lingvistică a localității Lhiv
     Ucraineană (90,36%)
     Belarusă (6,64%)
     Rusă (2,57%)
     Alte limbi (0,21%)
Conform recensământului din 2001, majoritatea populației localității Lhiv era vorbitoare de ucraineană (90,36%), existând în minoritate și vorbitori de belarusă (6,64%) și rusă (2,57%).